# Oleksandr Ochrimenko
Oleksandr Petrovyč Ochrimenko (in ucraino Олександр Петрович Охріменко?; Velyka Kyriїvka, 19 ottobre 1984) è un militare ucraino, veterano della guerra del Donbass e comandante di brigata durante l'invasione russa dell'Ucraina del 2022.

## Biografia
È nato in un villaggio dell'oblast' di Vinnycja nella RSS Ucraina da una famiglia di lavoratori agricoli di un kolchoz. Nel 2006 si è laureato con lode presso l'Accademia militare di Odessa. È stato quindi assegnato alla 72ª Brigata meccanizzata "Zaporoghi Neri" con il grado di tenente, dove ha prestato servizio come comandante di plotone e di compagnia del 3º Battaglione meccanizzato e successivamente come capo di stato maggiore del 1º Battaglione meccanizzato.

### Guerra del Donbass
Il 1º marzo 2014, in seguito all'occupazione russa della Crimea, le unità della 72ª Brigata sono state messe in allerta e il reparto di Ochrimenko è stato uno dei primi a venire inviati prima nella regione di Zaporižžja e successivamente alla periferia di Donec'k. A luglio il 1º e il 2º Battaglione della brigata hanno raggiunto il confine con la Russia nei pressi di Amvrosiïvka con l'obiettivo di isolare le forze secessioniste dal supporto logistico russo. Tuttavia le unità dell'esercito regolare russo hanno iniziato un pesante bombardamento di artiglieria dal proprio territorio, isolando le truppe ucraine, impossibilitate a rispondere al fuoco, nella cosiddetta "sacca di Izvaryne". Il 3 agosto ha quindi condotto i 450 uomini del 1º Battaglione attraverso il confine russo e cinque comandanti, fra cui Ochrimenko, sono stati arrestati, venendo successivamente rilasciati e riconsegnati all'Ucraina il 10 agosto.
(Oleksandr Ochrimenko)
Dopo il rientro in patria gli ufficiali sono stati assegnati alla 30ª Brigata meccanizzata. Da dicembre 2014 a marzo 2015 Ochrimenko ha servito come comandante di battaglione nell'area di Ščastja. Il 6 maggio il suo battaglione è stato trasferito alla 53ª Brigata meccanizzata, per poi essere schierato nella regione di Donec'k, dove ha mantenuto la linea del fronte a nord di Avdiïvka fino alla fine di settembre. Nell'estate del 2015 Ochrimenko è entrato all'Università Nazionale di Difesa dell'Ucraina, e dopo un anno di studi nel settembre 2016 è tornato alla 72ª Brigata come comandante del 3º Battaglione meccanizzato. Fino a ottobre 2017 ha difeso la roccaforte "Šachta" nella parte meridionale della città di Avdiïvka. Nell'ottobre 2021 è stato promosso al comando della 14ª Brigata meccanizzata "Principe Romano il Grande" con il grado di tenente colonnello.

### Guerra russo-ucraina
Con lo scoppio dell'invasione russa dell'Ucraina Ochrimenko ha guidato 14ª Brigata meccanizzata durante la battaglia di Kiev, l'offensiva russa nel Donbass e la successiva controffensiva ucraina nella regione di Charkiv. Il 4 luglio 2023 è stato nominato a capo del centro di reclutamento territoriale dell'oblast' di Odessa. Nel settembre 2024 è stato nominato comandante della 72ª Brigata meccanizzata, impegnata nella fase finale della difficile battaglia di Vuhledar.